# IMI Mini Uzi
IMI Mini Uzi — модификация пистолет-пулемёта Uzi. Масса уменьшена за счет облегчения затвора, сокращения длины ствола, оснащения пистолет-пулемёта короткой возвратно-боевой пружиной. Пистолет-пулемёт имеет автоматику со свободным затвором. К Mini Uzi сзади крепится приклад, который складывается вбок. Оружие имеет два режима ведения огня: одиночными или непрерывной очередью.
Возле дульной части ствола находятся два поперечных паза, уменьшающие увод ствола вверх при стрельбе очередями, то есть выполняющие роль компенсатора. В затворе имеется вольфрамовый вкладыш, уменьшающий темп стрельбы за счёт возросшей массы затвора. Существует вариант Mini Uzi под американский патрон .45 ACP, с магазином на 16 и 32 патрона, предназначенный для экспорта в США.